# Монреаль (Німеччина)
Монреаль (нім. Monreal) — громада в Німеччині, розташована в землі Рейнланд-Пфальц. Входить до складу району Маєн-Кобленц. Складова частина об'єднання громад Фордерайфель.
Площа — 14,64 км2. Населення становить 757 ос. (станом на 31 грудня 2020).

## Галерея

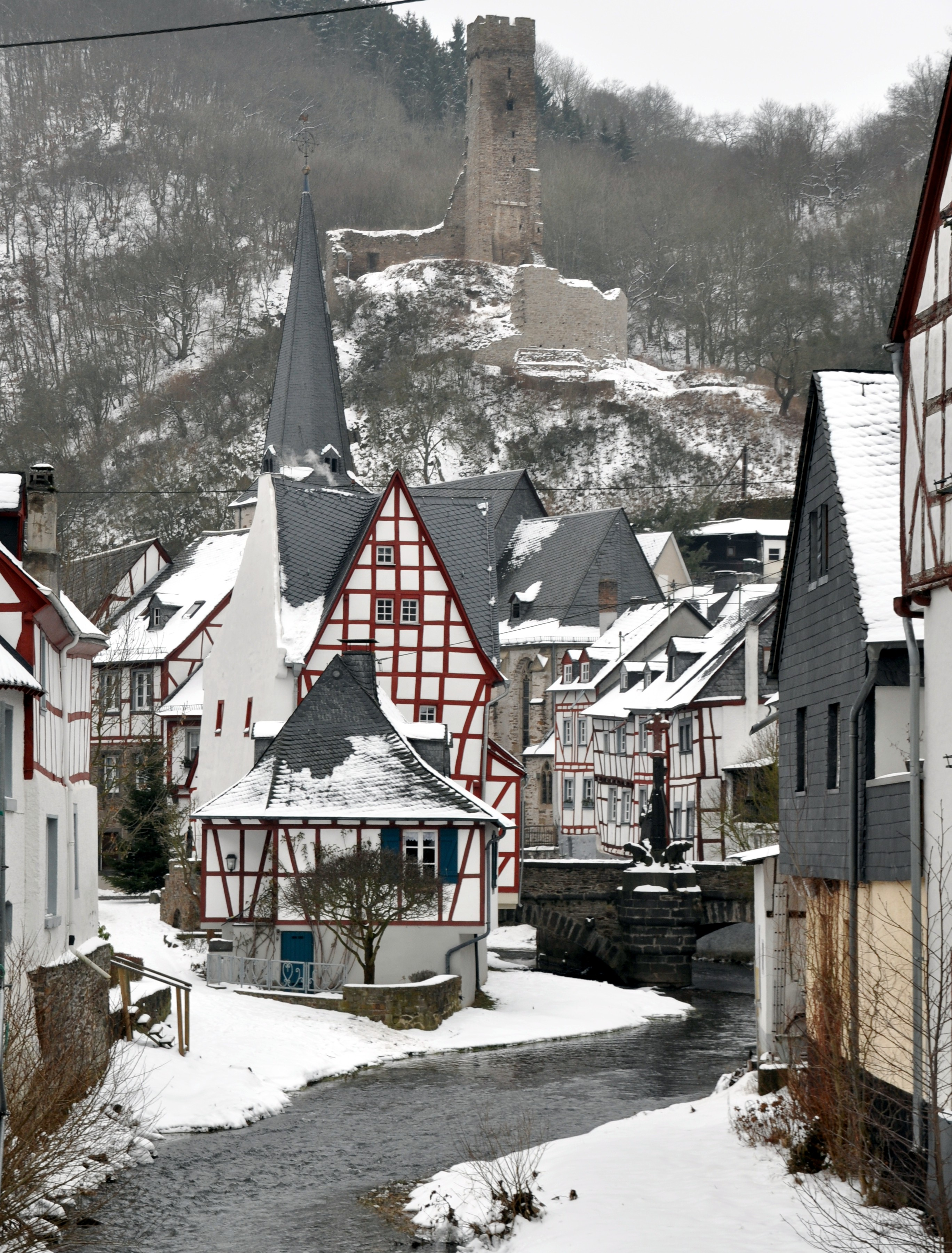
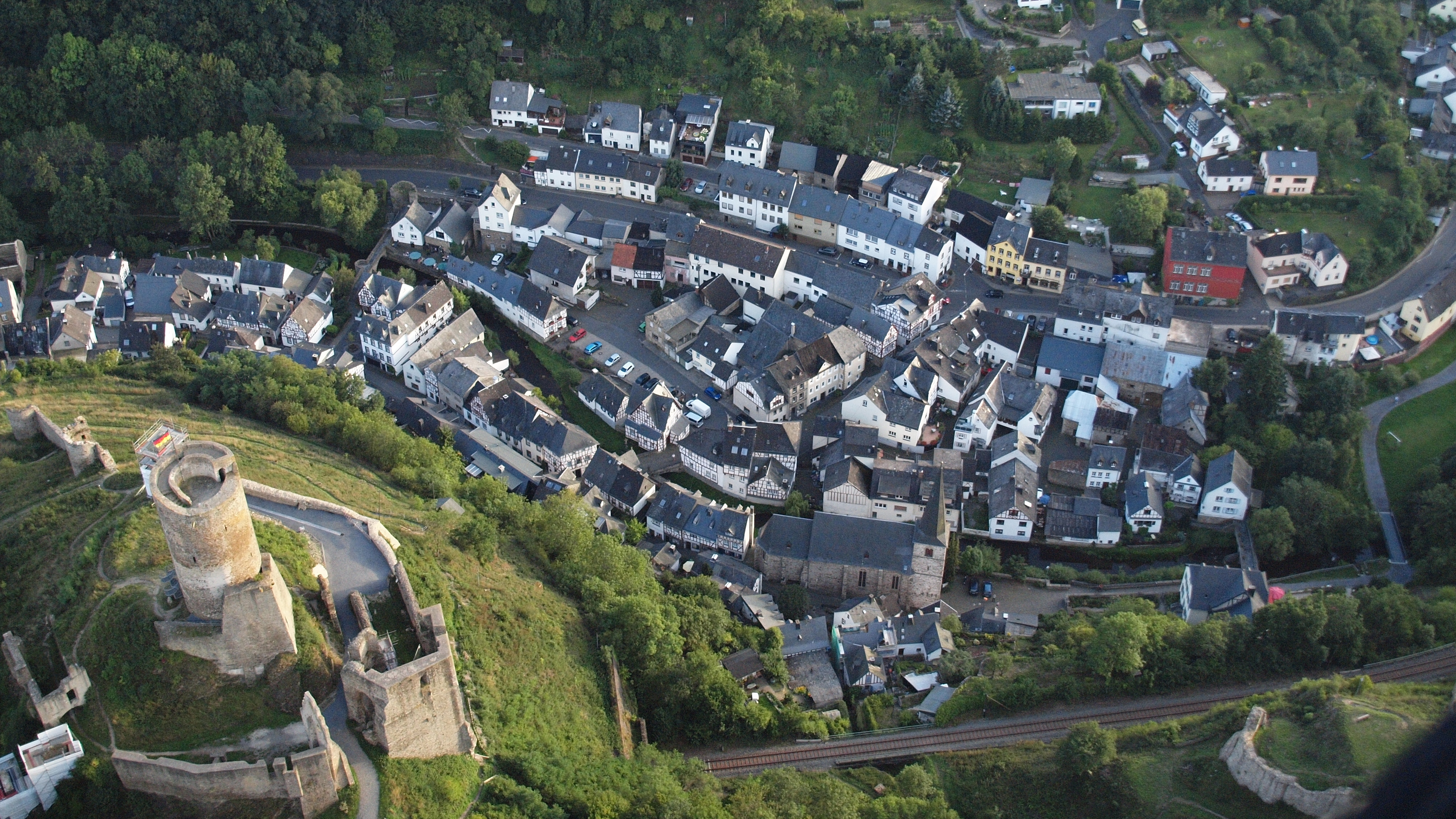
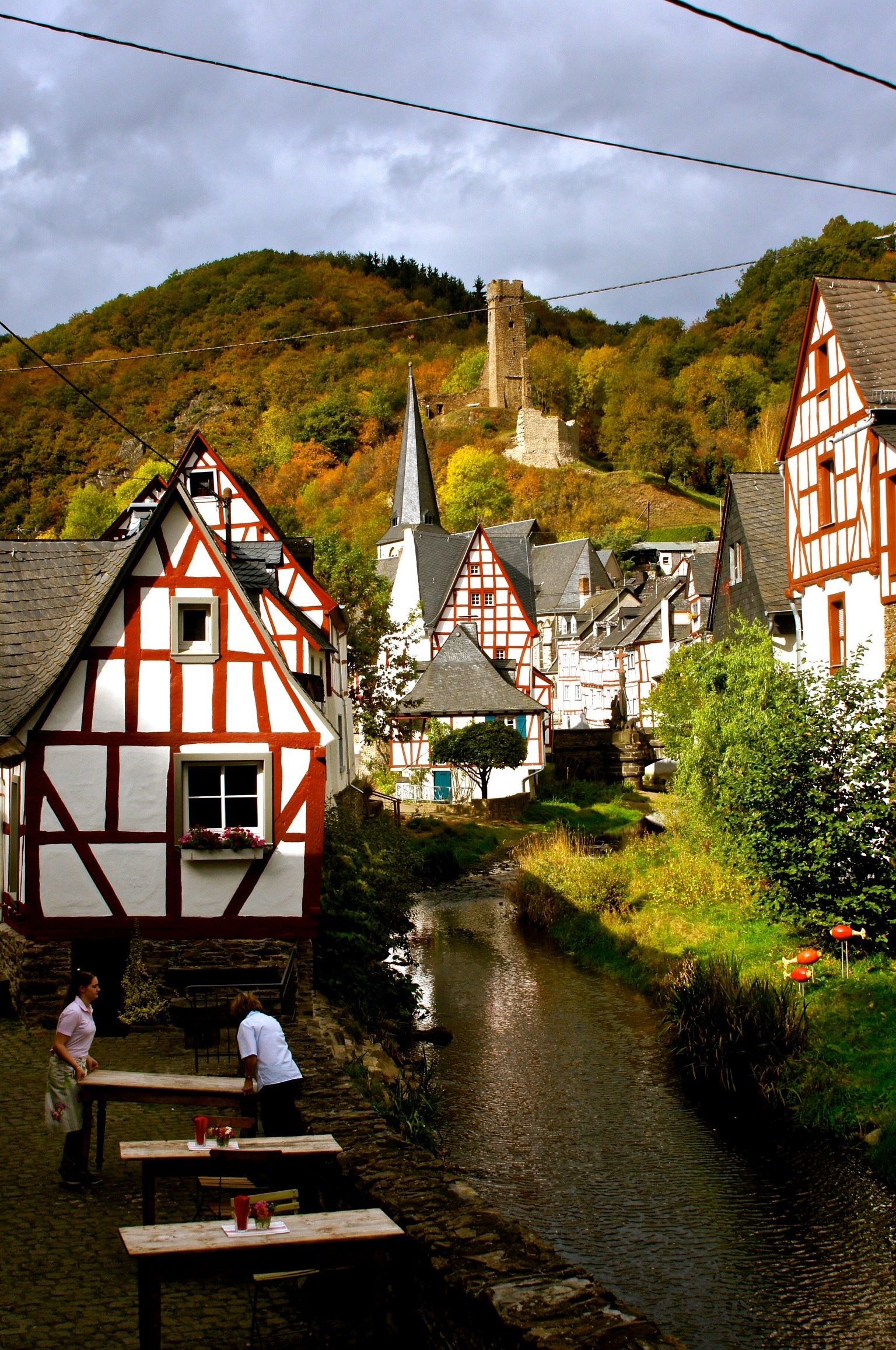